# Collegio di Ross, Skye and Lochaber
Ross, Skye and Lochaber è stato un collegio elettorale rappresentato alla Camera dei comuni del parlamento del Regno Unito. Eleggeva un membro del parlamento con il sistema maggioritario a turno unico.
Il collegio copriva una porzione centrale dell'area del consiglio dell'Highland, e con i suoi 12.000 km² copriva l'area più vasta di qualsiasi altro collegio della Camera dei Comuni del Regno Unito. Fino alle elezioni generali del 2015 era rappresentata dall'ex leader dei Liberal Democratici Charles Kennedy.
Il collegio è stato abolito con la revisione del 2024, ed il suo elettorato è stato diviso quasi equamente tra Caithness, Sutherland and Easter Ross (Black Isle e Dingwall) e il nuovo collegio di Inverness, Skye and West Ross-shire (Skye, Mallaig e Fort William). Una piccola area intorno a Ballachulish è stata spostata nel nuovo collegio di Argyll, Bute and South Lochaber.

## Estensione
Il collegio fu creato in occasione delle elezioni generali del 2015 unendo una parte di Ross, Skye and Inverness West con una parte di Inverness East, Nairn and Lochaber. Il resto di Ross, Skye and Inverness fu unito con la parte rimanente di Inverness East, Nairn and Lochaber per andare a costituire Inverness, Nairn, Badenoch and Strathspey. Una piccola porzione di Ross, Skye and Inverness West fu unita a Caithness, Sutherland and Easter Ross.
Per la rappresentanza al Parlamento scozzese a Holyrood, l'area del collegio di Westminster era divisa tra Ross, Skye and Inverness West e Inverness East, Nairn and Lochaber.

## Membri del parlamento
| Elezione | Elezione | Deputato         | Partito             |
| -------- | -------- | ---------------- | ------------------- |
|          | 2005     | Charles Kennedy  | Liberal Democratici |
|          | 2015     | Ian Blackford    | SNP                 |
|          | 2024     | Collegio abolito | Collegio abolito    |

## Risultati elettorali

### Elezioni negli anni 2010
| Partito                    | Partito                          | Candidato                  | Risultati 12 dicembre 2019 | Risultati 12 dicembre 2019 |
| Partito                    | Partito                          | Candidato                  | Voti                       | %                          |
| -------------------------- | -------------------------------- | -------------------------- | -------------------------- | -------------------------- |
|                            | SNP                              | Ian Blackford              | 19 263                     | 48,32                      |
|                            | Lib Dem                          | Craig Harrow               | 9 820                      | 24,63                      |
|                            | Conservatore                     | Gavin Berkenheger          | 6 900                      | 17,31                      |
|                            | Laburista                        | John Erskine               | 2 448                      | 6,14                       |
|                            | Brexit                           | Kate Brownlie              | 710                        | 1,78                       |
|                            | Cristiano                        | Donald Boyd                | 460                        | 1,15                       |
|                            | Famiglie Scozzesi                | Richard Lucas              | 268                        | 0,67                       |
|                            |                                  |                            |                            |                            |
| Iscritti                   | Iscritti                         | Iscritti                   | 54 229                     | 100,00                     |
| ↳ Votanti (% su iscritti)  | ↳ Votanti (% su iscritti)        | ↳ Votanti (% su iscritti)  | 39 869                     | 73,52                      |
| ↳ Astenuti (% su iscritti) | ↳ Astenuti (% su iscritti)       | ↳ Astenuti (% su iscritti) | 14 360                     | 26,48                      |
|                            |                                  |                            |                            |                            |
|                            | Esito: collegio confermato a SNP |                            |                            |                            |

| Partito                    | Partito                          | Candidato                  | Risultati 8 giugno 2017 | Risultati 8 giugno 2017 |
| Partito                    | Partito                          | Candidato                  | Voti                    | %                       |
| -------------------------- | -------------------------------- | -------------------------- | ----------------------- | ----------------------- |
|                            | SNP                              | Ian Blackford              | 15 480                  | 40,26                   |
|                            | Conservatore                     | Robert Mackenzie           | 9 561                   | 24,86                   |
|                            | Lib Dem                          | Jean Davis                 | 8 042                   | 20,91                   |
|                            | Laburista                        | Peter Ó Donnghaile         | 4 695                   | 12,21                   |
|                            | Indipendente                     | Ronnie Campbell            | 499                     | 1,30                    |
|                            | Something New                    | Stick Sturrock             | 177                     | 0,46                    |
|                            |                                  |                            |                         |                         |
| Iscritti                   | Iscritti                         | Iscritti                   | 53 625                  | 100,00                  |
| ↳ Votanti (% su iscritti)  | ↳ Votanti (% su iscritti)        | ↳ Votanti (% su iscritti)  | 38 503                  | 71,80                   |
| ↳ Astenuti (% su iscritti) | ↳ Astenuti (% su iscritti)       | ↳ Astenuti (% su iscritti) | 15 122                  | 28,20                   |
|                            |                                  |                            |                         |                         |
|                            | Esito: collegio confermato a SNP |                            |                         |                         |

| Partito                    | Partito                                | Candidato                  | Risultati 7 maggio 2015 | Risultati 7 maggio 2015 |
| Partito                    | Partito                                | Candidato                  | Voti                    | %                       |
| -------------------------- | -------------------------------------- | -------------------------- | ----------------------- | ----------------------- |
|                            | SNP                                    | Ian Blackford              | 20 119                  | 48,12                   |
|                            | Lib Dem                                | Charles Kennedy            | 14 995                  | 35,86                   |
|                            | Conservatore                           | Lindsay McCallum           | 2 598                   | 6,21                    |
|                            | Laburista                              | Chris Conniff              | 2 043                   | 4,89                    |
|                            | Verdi                                  | Anne Thomas                | 1 051                   | 2,51                    |
|                            | UKIP                                   | Philip Anderson            | 814                     | 1,95                    |
|                            | Indipendente                           | Ronnie Campbell            | 191                     | 0,46                    |
|                            |                                        |                            |                         |                         |
| Iscritti                   | Iscritti                               | Iscritti                   | 54 159                  | 100,00                  |
| ↳ Votanti (% su iscritti)  | ↳ Votanti (% su iscritti)              | ↳ Votanti (% su iscritti)  | 41 811                  | 77,20                   |
| ↳ Astenuti (% su iscritti) | ↳ Astenuti (% su iscritti)             | ↳ Astenuti (% su iscritti) | 12 348                  | 22,80                   |
|                            |                                        |                            |                         |                         |
|                            | Esito: collegio passa da Lib Dem a SNP |                            |                         |                         |

| Partito                    | Partito                              | Candidato                  | Risultati 6 maggio 2010 | Risultati 6 maggio 2010 |
| Partito                    | Partito                              | Candidato                  | Voti                    | %                       |
| -------------------------- | ------------------------------------ | -------------------------- | ----------------------- | ----------------------- |
|                            | Lib Dem                              | Charles Kennedy            | 18 335                  | 52,63                   |
|                            | Laburista                            | John McKendrick            | 5 265                   | 15,11                   |
|                            | SNP                                  | Alasdair Stephen           | 5 263                   | 15,11                   |
|                            | Conservatore                         | Donald Cameron             | 4 260                   | 12,23                   |
|                            | Verdi                                | Eleanor Scott              | 777                     | 2,23                    |
|                            | UKIP                                 | Philip Anderson            | 659                     | 1,89                    |
|                            | Indipendente                         | Ronnie Campbell            | 278                     | 0,80                    |
|                            |                                      |                            |                         |                         |
| Iscritti                   | Iscritti                             | Iscritti                   | 51 842                  | 100,00                  |
| ↳ Votanti (% su iscritti)  | ↳ Votanti (% su iscritti)            | ↳ Votanti (% su iscritti)  | 34 838                  | 67,20                   |
| ↳ Astenuti (% su iscritti) | ↳ Astenuti (% su iscritti)           | ↳ Astenuti (% su iscritti) | 17 004                  | 32,80                   |
|                            |                                      |                            |                         |                         |
|                            | Esito: collegio confermato a Lib Dem |                            |                         |                         |

### Elezioni degli anni 2000
| Partito                    | Partito                                    | Candidato                  | Risultati 5 maggio 2005 | Risultati 5 maggio 2005 |
| Partito                    | Partito                                    | Candidato                  | Voti                    | %                       |
| -------------------------- | ------------------------------------------ | -------------------------- | ----------------------- | ----------------------- |
|                            | Lib Dem                                    | Charles Kennedy            | 19 100                  | 58,70                   |
|                            | Laburista                                  | Christine Conniff          | 4 851                   | 14,91                   |
|                            | Conservatore                               | John Hodgson               | 3 275                   | 10,07                   |
|                            | SNP                                        | Mhairi Will                | 3 119                   | 9,59                    |
|                            | Verdi                                      | David Jardine              | 1 097                   | 3,37                    |
|                            | UKIP                                       | Philip Anderson            | 500                     | 1,54                    |
|                            | Socialista                                 | Anne Macleod               | 412                     | 1,27                    |
|                            | Indipendente                               | Morris Grant               | 184                     | 0,57                    |
|                            |                                            |                            |                         |                         |
| Iscritti                   | Iscritti                                   | Iscritti                   | 50 525                  | 100,00                  |
| ↳ Votanti (% su iscritti)  | ↳ Votanti (% su iscritti)                  | ↳ Votanti (% su iscritti)  | 32 538                  | 64,40                   |
| ↳ Astenuti (% su iscritti) | ↳ Astenuti (% su iscritti)                 | ↳ Astenuti (% su iscritti) | 17 987                  | 35,60                   |
|                            |                                            |                            |                         |                         |
|                            | Esito: collegio a Lib Dem (nuovo collegio) |                            |                         |                         |

## Risultati dei referendum

### Referendum sulla permanenza del Regno Unito nell'Unione europea del 2016
|        | Collegio                | Lasciare UE % | Rimanere in UE % |
| ------ | ----------------------- | ------------- | ---------------- |
|        | Ross, Skye and Lochaber | 43,3%         | 56,7%            |
| Scozia | 38,0%                   | 62,0%         |                  |
|        | Regno Unito             | 51,9%         | 48,1%            |